# Achtang
Achtang (rusky Ахтанг, 1956 m n. m.) je v současnosti neaktivní štítová sopka nacházející se na poloostrově Kamčatka na jižním konci Středokamčatského hřbetu mezi řekami Bolšaja Kimitina a Kozyrevka. Masív 1956 m vysokého vulkánu je tvořen převážně čedičem a jeho vznik se datuje do pozdního pleistocénu. Jihozápadně od úpatí sopky se táhne řetěz troskových kuželů, který je zdrojem mladých lávových proudů. Doba poslední erupce není známa, ale odhaduje se na holocén.